# پتر بیکسل
پتر بیکسل (زادهٔ ٢۵ مارس ١٩٣۴ در لوتسرن سوئیس - درگذشتهٔ ١۵ مارس ٢٠٢۵) نویسندهٔ سوئیسی و آلمانی‌زبان بود.
پیتر بیکسل در سال ۱۹۳۵ در لوتسرن، شهرکی در سوئیس به دنیا آمد. نویسنده‌ای آلمانی‌زبان  ودو چاپ اولین کتاب او در واقع خانم بلوم دلش می‌خواهد با شیرینی فروش آشنا شود در سال ۱۹۶۴ شهرت بسیاری برایش به ارمغان آورد. رمان فصل‌ها منتشرشده در سال ۱۹۶۷ اگرچه با اقبال عمومی و منتقدان روبه‌رو نشد اما در سال ۱۹۶۵ جایزهٔ ادبی «گروه ۴۷» را به‌خاطر چهار بخش نوشته شده‌اش برده بود. در سال ۱۹۶۹ «بیکسل» با چاپ کتاب «داستان‌های کودکان» باعث شگفتی منتقدان شد. کتاب با اقبال بی‌نظیری روبه‌رو شد و بلافاصله به بسیاری از زبان‌ها ترجمه شد و مدت‌ها جزو پرفروش‌ترین کتاب‌ها قرار داشت. این که او را استاد داستان‌های کوتاه می‌دانند پربیراه نیست. «بیکسل» در نوشتن داستان‌های کوتاه و ایجاد موقعیت‌ها و وقایع منحصر به فرد و نه لزوماً خاص، با خلق شخصیت‌هایی پیچیده توانایی شگرفی دارد. داستان‌های او مینیاتورهای زیبا و اعجاب آوری‌ست که خواننده را پس از تمام‌شدن اثر به تفکر وامی‌دارد. تنهایی، عدم مخاطب و نداشتن روابط انسانی از جمله مباحثی‌ست که در آثار او نمایان است. داستان‌های «بیکسل» گرچه ساده و کوتاه‌اند اما بار معنایی عجیبی بر روح خواننده می‌گذارد.
مجموعه‌ای از داستان‌های او به نام آمریکا وجود ندارد به فارسی چاپ و ترجمه شده‌است.

## جوایز
- جایزه ادبی گروه ۴۷ در سال ۱۹۶۵